# Österreichischer Frauen-Fußballcup 2017/18
Der Österreichische Frauen-Fußballcup wurde in der Saison 2017/18 vom Österreichischen Fußballbund zum 44. Mal ausgespielt. Als ÖFB-Ladies-Cup wurde er zum 26. Mal durchgeführt und begann am 12. und am 15. August 2017 mit der ersten Runde und endete am 31. Mai 2018 mit dem Finale in der Waldviertler Volksbank Arena in Horn. Den Pokal ging zum 6 Mal in Folge an den FSK St. Pölten-Spratzern.

## Teilnehmende Mannschaften
Für den österreichischen Frauen-Fußballcup haben sich anhand der Teilnahme der Ligen der Saison 2017/18 folgende 32 Mannschaften, die nach der Saisonplatzierung der ÖFB Frauen-Bundesliga 2016/17 und der 2. Liga Mitte/West 2016/17 und der 2. Liga Ost/Süd 2016/17 geordnet sind, qualifiziert. Teams, die als durchgestrichen gekennzeichnet sind, nahmen nicht am Wettbewerb teil oder sind zweite Mannschaften und spielten daher nicht um den Pokal mit. Weiters konnten noch der Landescupsieger, der Landesmeister oder auch Vertreter der Saison 2016/17 teilnehmen.
| ÖFB Frauen-Bundesliga (10) | 2. Liga Mitte/West (2) | 2. Liga Ost/Süd (7) |
| --- | --- | --- |
| - SKN St. Pölten (NÖ) (C) - SK Sturm Graz (ST) - SV Neulengbach (NÖ) - USC Landhaus (W) - Union Kleinmünchen (OÖ) - SKV Altenmarkt (NÖ) - FC Bergheim (S) - LUV Graz (ST) - FC Südburgenland (B) - FFC Vorderland (V) (LC) (RG) | - FC Wacker Innsbruck (T) (A) - RW Rankweil (V) - Heeres SV Wals (S) - SV Taufkirchen (OÖ) - Union Geretsberg (OÖ) - FC Bergheim II (S) (LM) (N) | - SKN St. Pölten II (NÖ) - ASK Erlaa (W) (RV) - FC Altera Porta (W) - SPG FC Feldkirchen/SV St. Jakob/Rosental (K) - FSG Eggendorf (NÖ) - SK Sturm Graz II (ST) - Carinthians Spittal (K) - SKV Altenmarkt II (NÖ) - USC Landhaus II (W) - FSG Südburgenland II (B) - Wildcats Krottendorf (ST) (LM) (RG) - SV Horn (NÖ) (LM) (RG) |
| Landescupsieger, Meister oder Meistervertreter aus der Landesliga (13) | | |
| - SC Neusiedl/See 1919 (B) (L6-W) - SPG FC Feldkirchen/SV St. Jakob/Rosental (K) (LM) (RV), siehe 2. Liga Ost/Süd - SV Wernberg (K) (L2) - SV Horn (NÖ) (LM) - SC Schwarzenbach (NÖ) (L2) - FC Heidenreichstein (NÖ) (L3) - FSG Stetteldorf (NÖ) (L6) - Union Kleinmünchen II (OÖ) (LC) - SV Garsten (OÖ) (LM)                                                                            | - FC Bergheim II (S) (LM) - USK Hof (S) (L2) - FC Pinzgau Saalfelden (S) (L3) - Wildcats Krottendorf (ST) (LC) (LM) LSt, siehe 2. Liga Ost/Süd - SPG DUSV Loipersdorf/SV Ottendorf (ST) (LCF) - SC St. Ruprecht/Raab (ST) (L2) - Ladies Preding (ST) (L4) | - SPG FC Schwoich/FC Wildschönau (T) (LC) - SV Innsbruck (T) (L2) - FFC Vorderland (V) (LC), siehe ÖFB Frauen Bundesliga - FC Alberschwende (V) (LM) - FC Altera Porta II (W) (LC) (L9) - First Vienna FC 1894 (W) (LM) - MFFV 23 BWH Hörndlwald (W) (L2) - Wiener Sport-Club (W) (L4) (RV)                                        |
| Erläuterungen Länderkürzel: (B): Burgenland, (K): Kärnten, (NÖ): Niederösterreich, (OÖ): Oberösterreich, (S): Salzburg, (ST): Steiermark, (T): Tirol, (V): Vorarlberg, (W): Wien; Vereins-Landes-Bewerbserfolg: (LC): Landescupsieger, (LCF): Landescupfinalist, (LM): Landesmeister, (Lx): x. Platz der Landesliga, (LN): Landesliga-Aufsteiger, (..-x): x Landesliga siehe Länderkürzel | | |

| (C)  | amtierender Cupsieger 2016/17               |
| (A)  | Absteiger der Saison 2016/17                |
| (N)  | Neuaufsteiger der Saison 2016/17            |
| (RV) | Verlierer der Relegation der Saison 2016/17 |
| (RG) | Gewinner der Relegation der Saison 2016/17  |

## Turnierverlauf

### 1. Cuprunde
Am Montag, dem 31. Juli 2017 wurden die Begegnungen der ersten Runde des Ladies Cup 2017/18 im Rahmen der Sitzung der Cupkommissionen ermittelt. Spieltermin für die 1. Runde waren am 12. und 15. August 2017.
| Datum                   |                                   | Ergebnis                         |                                            |
| ----------------------- | --------------------------------- | -------------------------------- | ------------------------------------------ |
| 12.08.2017 um 17:00 Uhr | MFFV 23 BWH Hörndlwald            | 1:7 (0:4)                        | SV Neulengbach                             |
| 15.08.2017 um 13:15 Uhr | FC Alberschwende                  | 4:2 (1:1)                        | FC Pinzgau Saalfelden                      |
| 15.08.2017 um 14:00 Uhr | SV Innsbruck                      | 1:10 (1:3)                       | FFC Vorderland                             |
| 15.08.2017 um 14:30 Uhr | Wildcats Krottendorf              | 0:4 (0:4)                        | Union Kleinmünchen                         |
| 15.08.2017 um 15:00 Uhr | First Vienna FC 1894              | 0:15 (0:11)                      | SKN St. Pölten                             |
| 15.08.2017 um 16:00 Uhr | ASK Erlaa                         | 1:7 (0:2)                        | USC Landhaus                               |
| 15.08.2017 um 16:00 Uhr | SPG DUSV Loipersdorf/SV Ottendorf | 0:16 (0:6)                       | SK Sturm Graz                              |
| 15.08.2017 um 16:00 Uhr | Wiener Sport-Club                 | 5:0 (3:0)                        | FC Heidenreichstein                        |
| 15.08.2017 um 16:00 Uhr | FC Wacker Innsbruck               | 1:2 n. V. (1:1, 0:0)             | FC Bergheim                                |
| 15.08.2017 um 16:00 Uhr | FC Altera Porta                   | 6:3 (0:3)                        | SC Schwarzenbach                           |
| 15.08.2017 um 16:30 Uhr | Carinthians Spittal               | 3:2 n. V. (2:2, 1:0)             | FC Südburgenland                           |
| 15.08.2017 um 17:00 Uhr | Ladies Preding                    | 0:7 (0:2)                        | LUV Graz                                   |
| 15.08.2017 um 17:00 Uhr | FSG Stetteldorf                   | 0:8 (0:2)                        | SV Horn                                    |
| 15.08.2017 um 17:30 Uhr | RW Rankweil                       | 11:0 (7:0)                       | SPG FC Schwoich/FC Wildschönau             |
| 15.08.2017 um 17:30 Uhr | SV Wernberg                       | 1:1 n. V. (1:1, 0:1) (1:3 i. E.) | SPG FC Feldkirchen / SV St. Jakob/Rosental |
| 15.08.2017 um 19:00 Uhr | FSG Eggendorf                     | 0:5 (0:2)                        | SKV Altenmarkt                             |

### 2. Cuprunde
Die 2. Runde wird am 18. und 19. November 2017 ausgetragen.
| Datum                   |                                          | Ergebnis   |                    |
| ----------------------- | ---------------------------------------- | ---------- | ------------------ |
| 26.10.2017 um 14:00 Uhr | RW Rankweil                              | 0:1 (0:0)  | FC Bergheim        |
| 18.11.2017 um 18:00 Uhr | FC Altera Porta                          | 1:4 (1:1)  | SV Neulengbach     |
| 19.11.2017 um 11:00 Uhr | Carinthians Spittal                      | 2:1 (1:1)  | FFC Vorderland     |
|                         | FC Alberschwende                         | abgesagt   | Union Kleinmünchen |
| 19.11.2017 um 12:30 Uhr | SV Horn                                  | 0:7 ((0:2) | SK Sturm Graz      |
| 19.11.2017 um 13:00 Uhr | Wiener Sport-Club                        | 2:1 (0:1)  | LUV Graz           |
| 19.11.2017 um 13:00 Uhr | USC Landhaus                             | 1:4 (0:1)  | SKN St. Pölten     |
| 19.11.2017 um 13:00 Uhr | SPG FC Feldkirchen/SV St. Jakob/Rosental | 0:1 (0:0)  | SKV Altenmarkt     |

### Viertelfinale
Die Viertelfinale wurde am 11. März 2018 ausgetragen.
| Datum                   |                     | Ergebnis   |                    |
| ----------------------- | ------------------- | ---------- | ------------------ |
| 11.03.2018 um 13:00 Uhr | FC Bergheim         | 1:3 (1:3)  | SK Sturm Graz      |
| 11.03.2018 um 14:30 Uhr | SKN St. Pölten      | 10:0 (4:0) | Wiener Sport-Club  |
| 11.03.2018 um 14:30 Uhr | Carinthians Spittal | 1:3 (0:2)  | SKV Altenmarkt     |
| 11.03.2018 um 16:30 Uhr | SV Neulengbach      | 2:0 (1:0)  | Union Kleinmünchen |

### Halbfinale
Das Halbfinale wurde am 21. und 22. April 2018 ausgespielt. Die Auslosung fand am 20. März 2018 um 15.00 Uhr durch den WFV statt.
| Datum      |                | Ergebnis  |                |
| ---------- | -------------- | --------- | -------------- |
| 21.04.2018 | Sturm Graz     | 1:4 (1:2) | SKN St. Pölten |
| 22.04.2018 | SV Neulengbach | 4:1 (1:1) | SKV Altenmarkt |

### Finale
Das Finale wurde am 31. Mai 2018 in der  Waldviertler Volksbank Arena in Horn, ausgetragen.
| 31.05.2018 um 16:30 Uhr | SV Neulengbach | 1:5 | SKN St. Pölten |
| Tore: 0:1 Jennifer Klein (3.), 0:2 Jennifer Klein (15.), 0:3 Gina Babicky (28.), 0:4 Sonja Hickelsberger Füller ( (36., ET), 0:5 Fanny Vágó (70.), 1:5 Maria Gstöttner (81.) |                |     |                |

## Torschützenliste
In der Torschützenliste des ÖFB Ladies-Cup belegte Fanny Vágó vom SKN St. Pölten den ersten Platz.
| Pl. | Nat.       | Spieler                        | Verein         | Tore |
| --- | ---------- | ------------------------------ | -------------- | ---- |
| 01. | Ungarn     | Fanny Vágó                     | SKN St. Pölten | 8    |
| 02. | Venezuela  | Ysaura Candelaria Viso Garrido | FFC Vorderland | 6    |
| 03. | Osterreich | Jessica Frieser                | SK Sturm Graz  | 6    |
| 04. | Osterreich | Stefanie Enzinger              | SKN St. Pölten | 5    |
| 05. | Osterreich | Ines Ruiss                     | Altera Porta   | 5    |